# Glorioza wspaniała

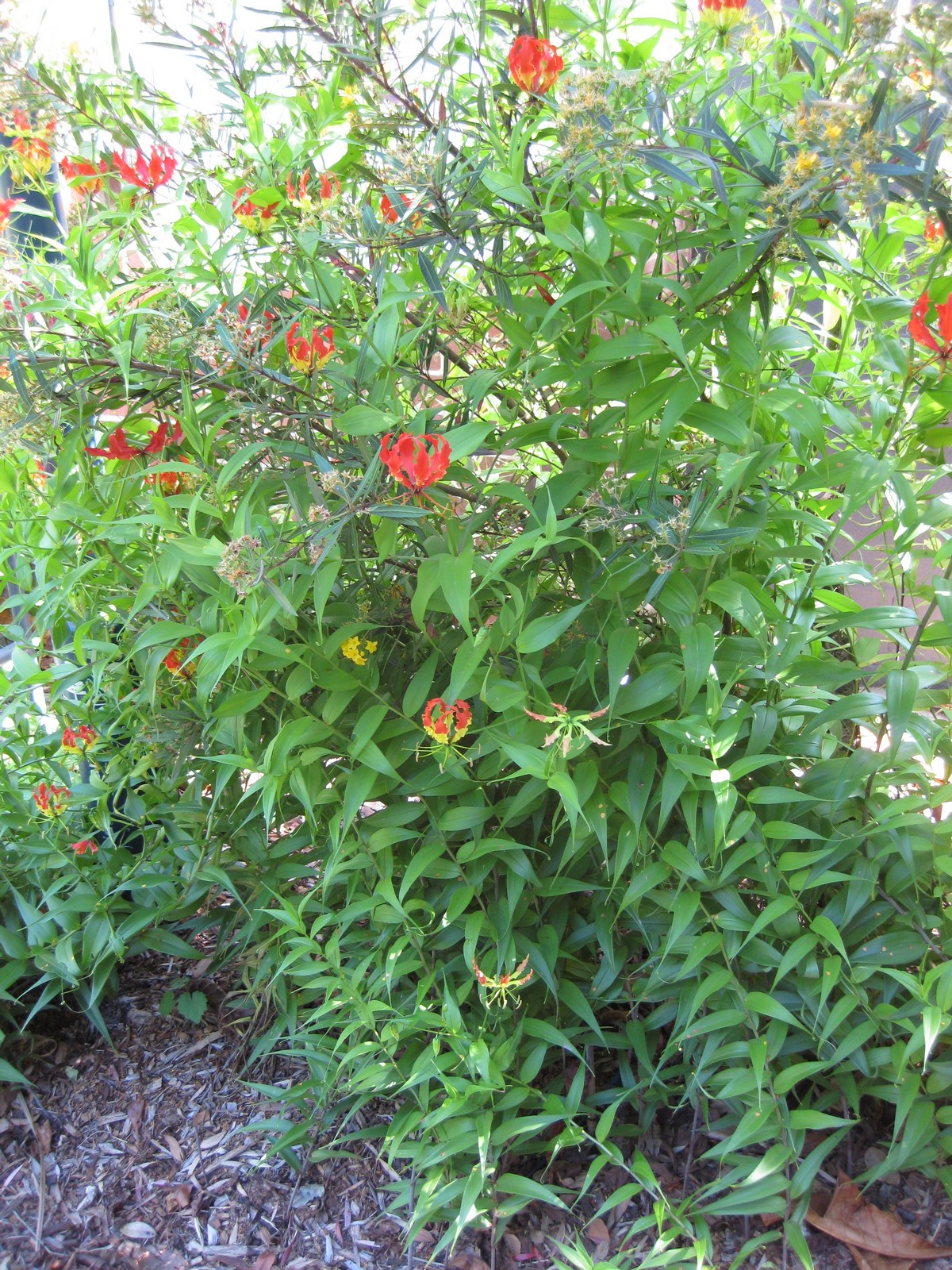
Pokrój

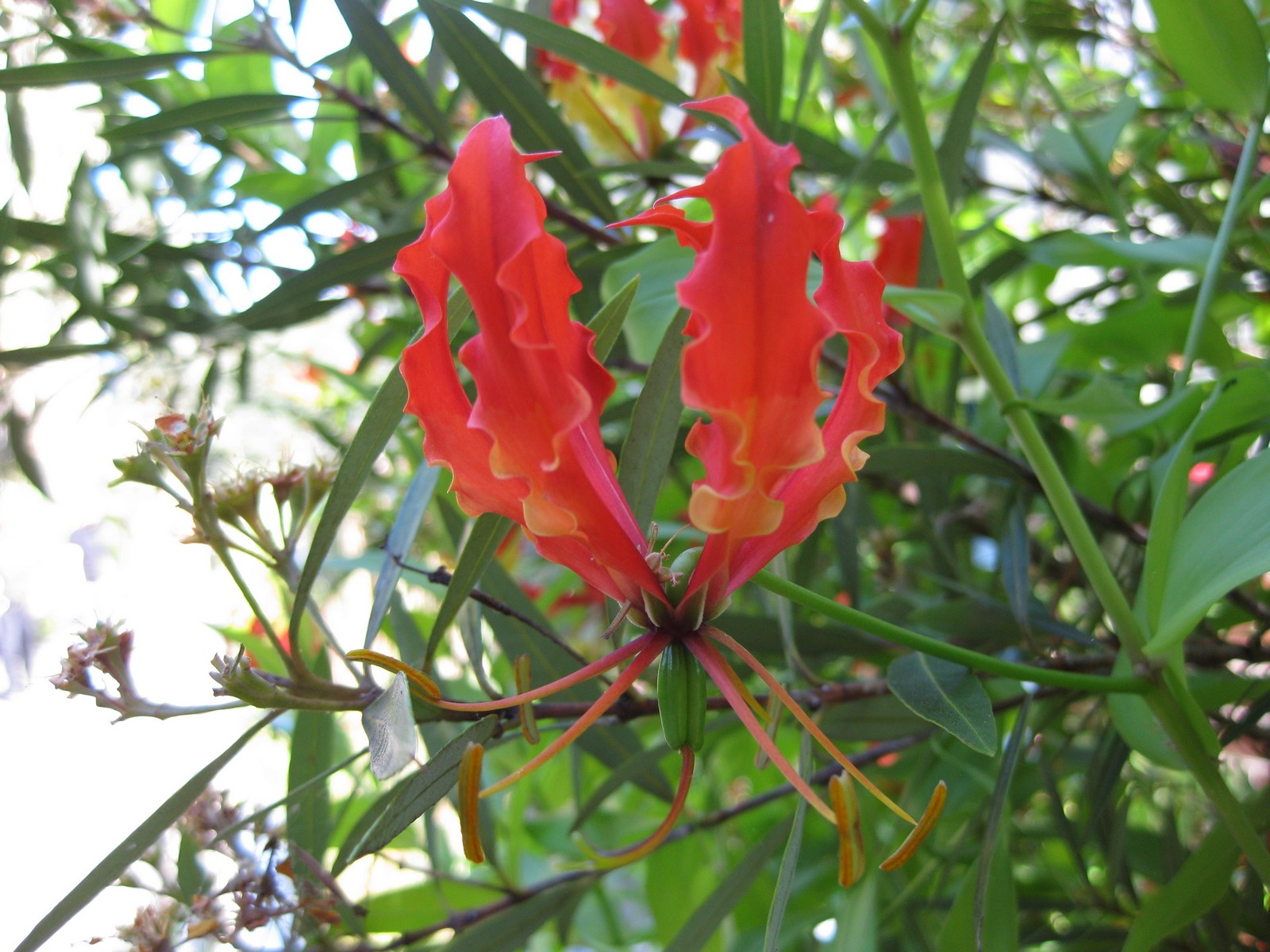
Kwiat

Glorioza wspaniała (Gloriosa superba L.) – gatunek pnącza z rodziny zimowitowatych, pochodzący z Afryki i Azji, naturalizowany w Australii i Oceanii, uprawiany w Europie i Ameryce. Glorioza wspaniała znajduje zastosowanie przede wszystkim jako roślina ozdobna i lecznicza. Z uwagi na obecność kolchicyny cała roślina jest śmiertelnie trująca.

## Zasięg geograficzny
W Afryce glorioza wspaniała występuje naturalnie na obszarze od Gambii i Gwinei Bissau przez Burkina Faso, Niger, Czad do Erytrei na północy po Kraj Przylądkowy na południu, a także na Madagaskarze i Seszelach. W Azji naturalny zasięg występowania tego gatunku obejmuje subkontynent indyjski (z wyjątkiem Bangladeszu), Półwysep Indochiński, południowo-środkowe Chiny, Półwysep Malajski oraz Jawę, Małe Wyspy Sundajskie i Sulawesi.
Roślina ta została introdukowana na Florydzie, Malediwach, w Australii (na terytorium Nowej Południowej Walii, Terytorium Północnego i Queensland oraz na Wyspie Norfolk, Lord Howe i Wyspie Bożego Narodzenia), w Polinezji (na Wyspach Cooka, Wyspach Towarzystwa, Wyspach Tuamotu, Archipelagu Tubuai, Sporadach Środkowopolinezyjskich, Wallis i Futuna, Niue i Hawajach), Mikronezji (na Wyspach Marshalla, Wyspach Gilberta i Nauru) oraz Melanezji (na Wyspach Salomona, Fidżi i Nowej Kaledonii). Gatunek ten został uznany za naturalizowany w wielu miejscach introdukcji, między innymi na terytorium Australii oraz niektórych wyspach Oceanii.
Poza tym glorioza wspaniała oraz jej kultywary uprawiane są między innymi w Europie i Stanach Zjednoczonych.

## Morfologia
Pokrój
Zielne pnącza osiągające wysokość do 3 metrów.
Łodyga
Pędem podziemnym jest nieregularna (najczęściej przyjmująca kształt litery V), mięsista bulwa pędowa (według niektórych autorów skrócone, bulwiaste kłącze), o średnicy 1 cm i długości nawet 25–30 cm, okryta białożółtą skórką. Pęd naziemny smukły, wzniesiony lub wydłużony i pnący, niekiedy rozgałęziony.
Liście
Ulistnienie skrętoległe, rzadziej naprzeciwległe lub okółkowe. Liście łodygowe, siedzące lub krótko ogonkowe. Blaszki liściowe lancetowate, lancetowato-jajowate lub jajowate, o długości 7–13 cm, wierzchołkowo przechodzące w haptotropiczny wąs czepny.
Kwiaty
Rośliny tworzą kilka dużych, obupłciowych, sześciopręcikowych kwiatów, wyrastających z pachwin górnych liści na szypułkach o długości 10–15 cm, pojedynczo lub kilka zebranych w baldachogrono. Liczba kwiatów odpowiada mniej więcej długości kłącza wyrażonej w centymetrach. Okwiat pojedynczy, sześciolistkowy, rozpostarty do odgiętego. Listki okwiatu równowąsko-odwrotnielancetowate, o długości 4,5–5 cm i szerokości 7–9 mm, żółto-pomarańczowo-czerwone, często z falistymi brzegami. Pręciki umieszczone u nasady listków okwiatu, krótsze od nich. Nitki pręcików nitkowate, o długości 3–4 cm. Główki pręcików równowąsko-podługowate, o długości 1 cm. Zalążnia siedząca, górna, podługowata, trójkomorowa. Szyjka słupka u nasady ostro odgięta, nitkowata, długości 2,5–3,5 cm, wierzchołkowo rozwidlona na trzy szydłowate końcówki, zakończone doosiowo ukośnymi znamionami o długości 6–7 mm.
Owoce
Twarde torebki, jajowate do cylindrycznych, pękające przegrodowo. Zawierają po około 90 nasion, niemal kulistych, gąbczastych, o jasnoczerwonej łupinie. Zarodek bardzo drobny.

## Biologia
Anatomia
Komórki epidermy na parenchymatycznych wiązkach przewodzących są wydłużone, z prostymi, antyklinalnymi ścianami. Komórki epidermy między wiązkami posiadają ściany faliste. Aparat szparkowy jest anomocytyczny, umiejscowiony odosiowo. Mezofil zbudowany z miękiszu gąbczastego.
Rozwój

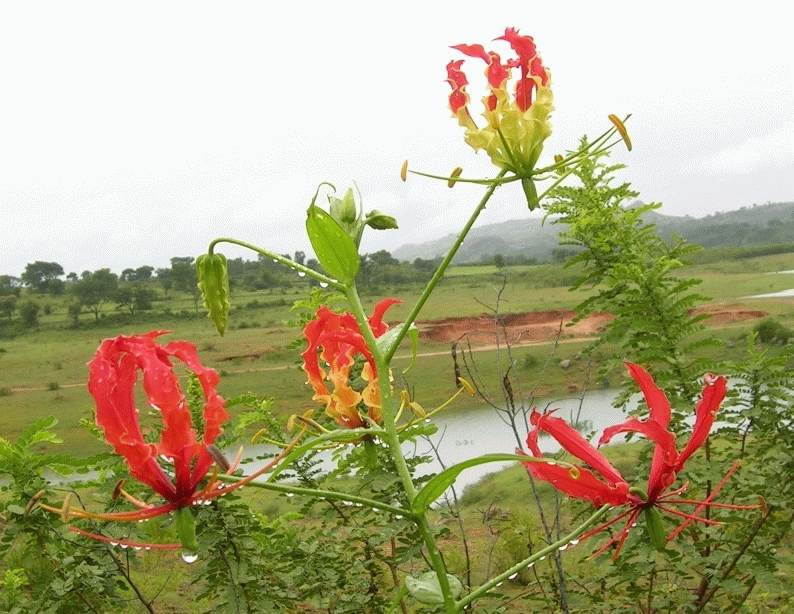
Różne fazy rozwoju kwiatów
(stanowisko naturalne w pobliżu Bangalore)

Byliny, geofity ryzomowe. W porze suchej nadziemne części gloriozy wspaniałej obumierają i rośliny przechodzą okres spoczynku. W porze deszczowej ponownie wyrastają, zakwitając po 5–8 tygodniach, w lipcu i sierpniu. Kwitnienie trwa 6–8 tygodni. W okresie wegetacji z pojedynczej bulwy rozwijają się dwie lub więcej bulwy potomne. W przypadku rozmnażania generatywnego rośliny zakwitają po 3–4 latach po wykiełkowaniu. Owoce dojrzewają po około 6–10 tygodniach od zapylenia.
Kolor okwiatu gloriozy wspaniałej jest zależny od etapu kwitnienia. W fazie otwierania pąku (trwającej ok. 3 dni) okwiat jest jasnozielonkawy. Następnie, w okresie receptywności słupka (około 2 dni), końcówki listków okwiatu zmieniają kolor na czerwony, środek staje się żółty, a nasada pozostaje zielonkawa. Po zapyleniu górna połowa okwiatu czerwienieje, a dolna żółknie. Faza ta utrzymuje się od 3 do 5 dni. W końcu cały okwiat staje się czerwony i zaczyna schnąć.
Specyficzna budowa kwiatów tych roślin, w szczególności ich wielkość, odgięcie listków okwiatu do tyłu, a szyjki słupka pod kątem 90°, stanowi o przystosowaniu tych roślin do zapylania przez duże owady, takie jak trzmiele, oraz długodziobe ptaki, przede wszystkim nektarniki z rodzaju Nectarinia. Gloriozy rozwinęły mechanizmy zapobiegające samozapyleniu – ich kwiaty są dichogamiczne, a także nigdy nie znajdują się w tej samej fazie rozwoju – kolejny kwiat na tej samej roślinie rozwija się dopiero po zakończeniu fazy receptywności słupka kwiatu poprzedniego. Rośliny z tego rodzaju charakteryzują się bardzo niskim poziomem wiązania nasion, co wiąże się przede wszystkim ze wspomnianymi mechanizmami zapobiegającymi samozapyleniu oraz naturalnym ograniczeniem liczby potencjalnych zapylaczy.
Genetyka
Liczba chromosomów homologicznych u roślin zaliczanych do tego gatunku wynosi x = 11. Rośliny te są funkcjonalnymi diploidami (2n = 22), jednak ich liczba diploidalna 2n może wynosić także 4x i 8x. Poliploidalność i polimorfizm gloriozy wspaniałej tłumaczone są antymitotycznym działaniem kolchicyny.
Skład fitochemiczny
Z uwagi na zawartość alkaloidów: kolchicyny, kolchikozydu (odpowiednio 0,9% i 0,82% w suchej masie), gloriozyny i superbiny oraz pochodnych kolchicyny całe rośliny są silnie trujące. W tkankach roślin obecne są również kwas salicylowy oraz żywica, a w nasionach także glikozydy kolchicynowe, np. 3-O-demetylokolchicyno-3-O-α-D-glukopiranozyd.
Właściwości toksyczne
Szczególnie wysoką zawartość kolchicyny notuje się w nasionach, a także bulwach tych roślin. Potencjalnie śmiertelna dawka kłącza wynosi około 4 gramów. Śmiertelna dawka kolchicyny dla dorosłego człowieka to około 3 mg. Superbina obecna jest głównie w kwiatach. Dawka śmiertelna tego alkaloidu dla kota domowego wynosi 0,0107 g.
Kolchicyna i gloriozyna mają działanie antymitotyczne, zatrzymując podział komórek poprzez przerwanie wrzeciona podziałowego w czasie metafazy. Alkaloidy te wykazują najsilniejsze działanie na najszybciej dzielące się komórki szpiku kostnego, nabłonka jelitowego, komórek twórczych włosów oraz komórek nowotworowych. Po spożyciu gloriozy występuje pieczenie i drętwienie śluzówki jamy ustnej, przechodzące w silnie pragnienie, gwałtowne wymioty, silny ból brzucha i krwistą biegunkę. Po kilku dniach od spożycia dochodzi do zahamowania czynności szpiku kostnego, odrętwienia skóry, osłabienia kończyn, silnej nadwrażliwości na światło, obniżenia ciśnienia tętniczego krwi oraz zatrzymania moczu. Kolejnym etapem zatrucia jest paraliż centralnego układu nerwowego oraz utrata reakcji na bodźce, prowadzące do śmierci w wyniku niewydolności oddechowej. W przypadku lżejszych zatruć, w okresie od 12 do 28 dni po spożyciu gloriozy następuje całkowita utrata włosów. Funkcje szpiku kostnego, wzrost włosów oraz odruchy powracają po miesiącu od zatrucia. Nie istnieje specyficzne antidotum na zatrucie gloriozą.

## Ekologia
Siedlisko
Gloriozy wspaniałe żyją w stosunkowo suchych regionach, o rocznej ilości opadów nieprzekraczającej 750 mm. Szczególnie często występują na glebach czerwonych, gliniastych. Są bardzo tolerancyjne na gleby ubogie w składniki odżywcze. Występują na granicy lasu i sawanny, na wysokości od poziomu morza do 2500 m n.p.m.. Zasiedlają łąki, busz, zarośla i żywopłoty, gdzie wspinają się po innych roślinach, głównie krzewach.
Chwast
W jednym z miejsc naturalizacji, na australijskiej wyspie Lord Howe, glorioza wspaniała uznana została za szkodliwy chwast, silnie konkurujący z rodzimą florą. Zgodnie z prawem stanu Nowa Południowa Walia zaleca się całkowite zniszczenie stanowisk tego gatunku na tej wyspie.
Interakcje międzygatunkowe
Glorioza wspaniała jest rośliną żywicielską dla sówkowatych z gatunków Polytela gloriosae i Chrysodeixis chalcites, zwójkowatych z gatunku Archips machlopis oraz piersiodziobych pluskwiaków równoskrzydłych z gatunku Aleurothrixus floccosus. Z gloriozą wspaniałą współżyje jako endofit promieniowca Saccharopolyspora gloriosae.
Badania przeprowadzone w rejonie Tamilnadu wykazały silną współzależność siedliskową między gloriozą wspaniałą a roślinami z gatunków: Cocculus hirsutus, Memecylon umbellatum, Scleria lithosperma, Stenosiphonium parviflorum i Maytenus heyneana.

## Systematyka i zmienność
Typ nomenklatoryczny
Holotyp tego gatunku nie został wskazany. W 1983 holenderski botanik Dirk Onno Wijnands wyznaczył jako lektotyp tego gatunku okaz zielnikowy z The Hermann Herbarium (wolumin 3, strona 31), przechowywany w Muzeum Historii Naturalnej w Londynie.
Zmienność

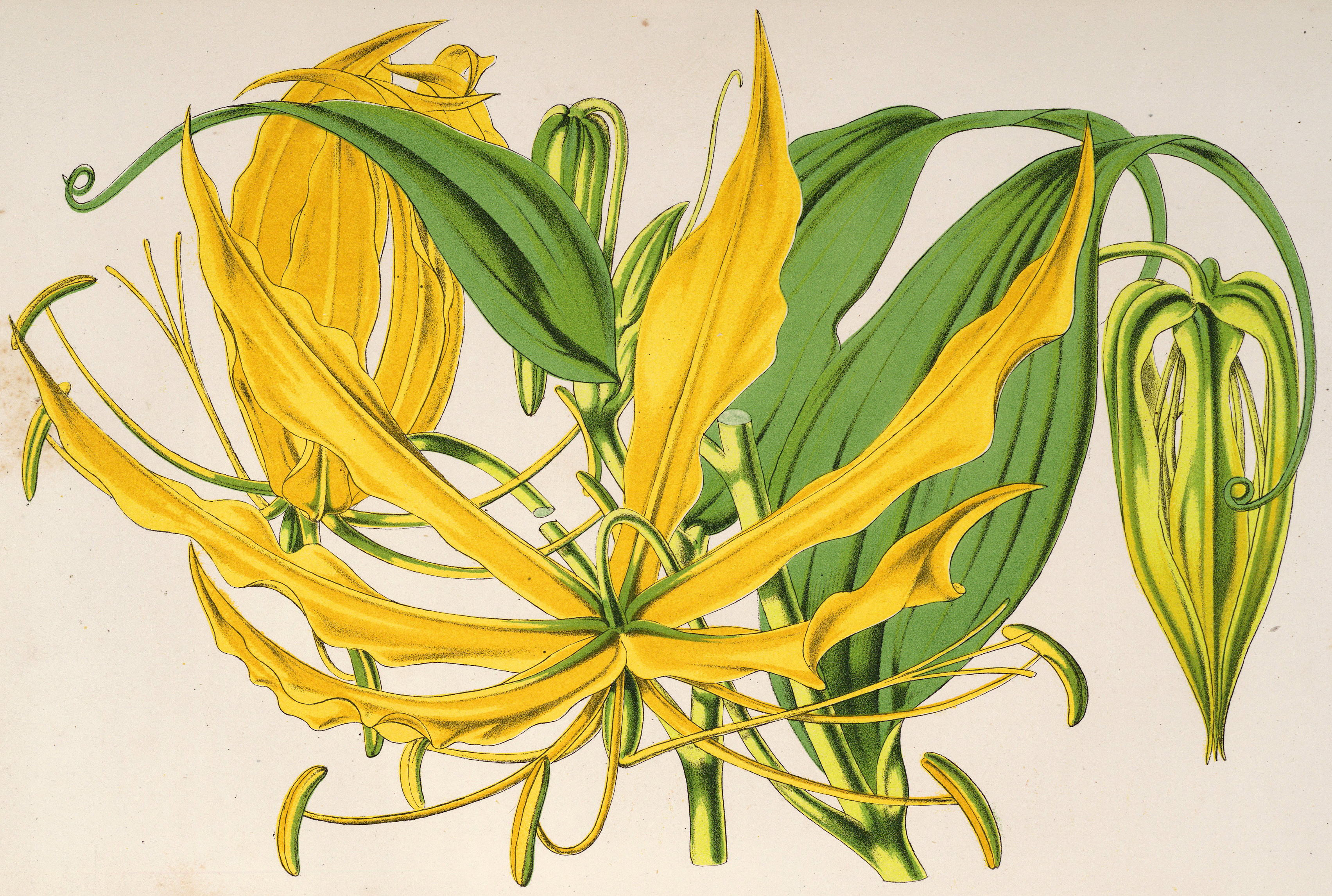
Glorioza wspaniała 'Lutea'

Znanych jest wiele odmian uprawnych gloriozy wspaniałej. Niektóre z nich były w przeszłości podnoszone do rangi odrębnych gatunków. Najpopularniejszymi kultywarami są:
- G. superba 'Abyssinica' – o kwiatach żółtych i wydłużonych liściach (dawniej G. abyssinica A.Rich.),
- G. superba 'Carsonii' – o kwiatach czerwonawo-purpurowych z żółtymi brzegami, wyższa, często pozbawiona wąsów czepnych (dawniej G. carsonii Baker),
- G. superba 'Citrina' – o cytrynowo-żółtych kwiatach z karmazynowymi plamkami,
- G. superba 'Lutea' – o żółtych kwiatach (dawniej Gloriosa lutea auct.),
- G. superba 'Nana' – odmiana niskopienna,
- G. superba 'Rothschildiana' – o jasnoczerwono-żółtych kwiatach z żółtym, pomarszczonym obrzeżem (dawniej Gloriosa rothschildiana O’Brien),
- G. superba 'Simplex' – o karmazynowo-żółtych kwiatach, z listkami okwiatu szerszymi i pofalowanymi w środkowej części (dawniej Gloriosa simplex L.),
- G. superba 'Verschurii' – o karmazynowo-żółtych kwiatach z żółtymi brzegami, nasadą i wierzchołkiem (dawniej Gloriosa verschuurii Hoog).

Gatunek ten tworzy mieszańce z innymi gatunkami gloriozy, np. z Gloriosa modesta, a także z sandersonią pomarańczową, zaliczaną do tego samego plemienia (Colchiceae).

## Nazewnictwo
Toponimia nazwy naukowej
Nazwa rodzaju pochodzi od łacińskiego słowa gloriosa – wspaniała, pełna chwały. Epitet gatunkowy w języku łacińskim oznacza wspaniała, wyniosła, dumna.
Zwyczajowe nazwy polskie
W roku 1852 Ignacy Rafał Czerwiakowski w pracy Opisanie roślin jednolistniowych lekarskich i przemysłowych opisał ten gatunek (jako Methonica superba) pod nazwą pysznokwiat właściwy, podając nazwę oboczną, lilia malabarska. Glorioza wspaniała nie została ujęta w Słowniku roślin użytkowych Zbigniewa Podbielkowskiego z 1989 roku i w Słowniku roślin zielnych łacińsko-polskim Wiesława Gawrysia z 2008 roku. Wymieniana pod nazwą synonimiczną jako Gloriosa rothschildiana określana jest nazwą „glorioza Rotszylda”.
Synonimy nomenklaturowe
- Methonica superba (L.) Crantz, Inst. Rei Herb. 1: 474 (1766)
- Eugone superba (L.) Salisb., Prodr. Stirp. Chap. Allerton: 238 (1796)

Synonimy taksonomiczne
| - Gloriosa abyssinica A.Rich. - Gloriosa angulata Schumach. - Gloriosa caerulea Mill. - Gloriosa carsonii Baker - Gloriosa cirrhifolia Stokes - Gloriosa doniana Schult. & Schult.f. - Gloriosa grandiflora (Hook.) O’Brien - Gloriosa homblei De Wild. - Gloriosa leopoldii (Van Houtte ex Lem.) Van Houtte & Voss - Gloriosa lutea auct. - Gloriosa nepalensis G.Don in J.C.Loudon - Gloriosa plantii (Planch.) Loudon - Gloriosa rockefelleriana Stehlé & M.Stehlé - Gloriosa rothschildiana O’Brien - Gloriosa sampiana Pires de Lima | - Gloriosa simplex L. - Gloriosa speciosa (Hochst.) Engl. - Gloriosa verschuurii Hoog - Gloriosa virescens Lindl. - Clinostylis speciosa Hochst. - Methonica abyssinica (A.Rich.) Walp. - Methonica doniana (Schult. & Schult.f.) Kunth - Methonica gloriosa Salisb. - Methonica grandiflora Hook. - Methonica leopoldii Van Houtte ex Lem. - Methonica petersiana Klotzsch ex Garcke - Methonica plantii Planch. - Methonica platyphylla Klotzsch - Methonica virescens (Lindl.) Kunth |

## Zastosowanie
Roślina ozdobna
Glorioza wspaniała oraz jej kultywary uprawiane są na kwiat cięty oraz jako rośliny ogrodowe (w krajach o klimacie gorącym) lub pod osłonami (w chłodniejszych rejonach), a także jako rośliny pokojowe. Kwiaty cięte mają trwałość 7–8 dni. Ścina się szczyty pędów lub pojedyncze kwiaty.
Roślina lecznicza
Roślina ta znajduje różnorodne zastosowania w medycynie tradycyjnej Afryki. Wywar z liści stosowany jest zewnętrznie w postaci płynu do nacierania w celu łagodzenia kaszlu, przeciwbólowo i przeciwobrzękowo oraz w dnie moczanowej. Miazga z liści wykorzystywana jest w postaci okładów na reumatyzm oraz – stosowana na klatkę piersiową – do leczenia astmy. Sok z liści podawany jest w formie kropli do nosa w razie zasłabnięcia. Popiół z ziela gloriozy wspaniałej służy jako zasypka na rany w celu przyspieszenia procesu gojenia. Pędy podziemne tej rośliny stosowane są tradycyjnie w niewielkich dawkach wewnętrznie w kuracjach antynowotworowych oraz jako środek przeczyszczający, w postaci okładów w celu łagodzenia nerwobóli oraz miejscowo do łagodzenia reumatyzmu, obrzęków stawów, skręceń i zwichnięć. Wywarowi z bulw przypisywane jest działanie neutralizujące jad węży. Macerat z bulw używany jest w ospie wietrznej, trądzie, wypryskach skórnych, świądzie i grzybicach. Sok z bulw stosowany jest miejscowo w postaci kropli na bóle oczu i zębów. Owoce, liście i bulwy gloriozy wykazują działanie przeciwrobacze i są stosowane w leczeniu drakunkulozy, schistosomatozy, tasiemczycy, filariozy oraz przeciwko nicieniom i motylicy wątrobowej. Sok z liści oraz miazga z niedojrzałych owoców zmieszane z masłem lub miazga z bulw stosowane są również w przypadku wszawicy. Również w Azji glorioza wspaniała znana jest od wieków jako roślina lecznicza. W starożytnym traktacie ajurwedyjskim Ćarakasanhita zalecano stosować świeże lub suszone, sproszkowane listki okwiatu tej rośliny w postaci inhalacji na złagodzenie bóli porodowych oraz wewnętrznie na świąd, choroby skóry i jako środek przeczyszczający. W traktacie Sushrutasamhita glorioza wspaniała opisana była jako lek na zatrzymanie łożyska, otyłość i choroby skóry oraz składnik olejku stosowanego na wrzody. W pracy tej wywar z gloriozy zalecany był do przemywania jako środek antyseptyczny. W innych pracach ajurwedyjskich, takich jak Gadanidraha i Ashtanga Hridaya Samhita, zalecano stosowanie pasty ze sproszkowanych nasion i bulw tej rośliny na hemoroidy i skrofulozę. Obecnie w hinduskiej medycynie ludowej bulwy gloriozy wspaniałej uznawane są za środek przeciwrobaczy, a także stosowany na choroby skórne i problemy żołądkowe.
Działanie farmakologiczne gloriozy wspaniałej jest w ostatnich latach przedmiotem badań naukowych. W 1998 roku przeprowadzono badania cytotoksyczności ekstraktów z suszonych bulw tej rośliny na komórki nowotworowe. Wykazano, że dawka skuteczna (ED50) ekstraktu chloroformowego (0,02 μg/ml) jest zbliżona do dawki skutecznej fluorouracylu (0,0189 μg/ml). Wykazano też silną aktywność wyciągu z bulwy gloriozy wobec komórek raka płuc, raka prostaty i raka piersi. Eksperymenty na szczurach potwierdziły silne przeciwzapalne działanie ekstraktów wodnych z bulw tych roślin. Badania przeprowadzone w roku 2008 udowodniły, że wyciąg metanolowy z bulw gloriozy wykazuje silne działanie przeciwgrzybicze przeciwko Candida albicans i Candida glabrata (do 90%), Microsporum canis (80%) i Trichophyton longifusum (78%), oraz łagodne lub umiarkowane działanie antybakteryjne przeciwko gronkowcowi złocistemu (88%). Badania przeprowadzone w 2010 na dżdżownicach z gatunku Pheretima posthuma wykazały znaczną aktywność przeciwrobaczą wyciągów wodnych i alkoholowych z całych roślin, w porównaniu z cytrynianem piperazyny i roztworem soli fizjologicznej. Badania naukowe potwierdziły również właściwości przeciwzakrzepowe wyciągu z liści gloriozy wspaniałej, polegające na hamowaniu trombiny.
Roślina magiczna
Kwiaty gloriozy wspaniałej używane są w Tamilnadu w Indiach w praktykach religijnych, a w wielu krajach Afryki do celów magicznych
Inne zastosowania
W Nigerii wyciąg z bulw gloriozy wspaniałej oraz nasion strofantu wdzięcznego służy do zatruwania strzał. W Kenii i Tanzanii oraz Indiach i Mjanmie sproszkowane bulwy używane są często do popełniania samobójstw i zabójstw.

## Uprawa

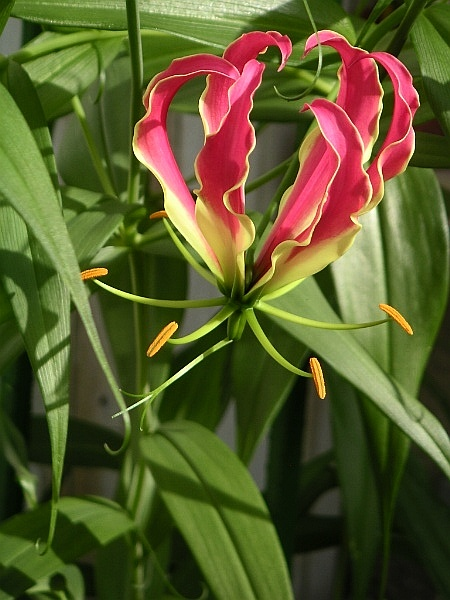
Glorioza wspaniała 'Rotschildiana'

Glorioza wspaniała została wprowadzona do uprawy przemysłowej na początku XX wieku. Obecnie głównym producentem tych roślin do celów ogrodniczych jest Holandia. Indie, Sri Lanka, Kamerun, Nigeria i Zimbabwe prowadzą uprawy gloriozy głównie dla przemysłu farmaceutycznego, jako źródło kolchicyny, używanej do produkcji leków na dnę moczanową. Przeciętnie ze 100 bulw otrzymuje się od 440 do 679 kwiatów. W pierwszym roku plony nasion wynoszą 50–70 kg z akra. W kolejnych latach plony sięgają 150–200 kg.
Wymagania
Najlepszym podłożem do uprawy gloriozy jest piaszczysta glina o pH w przedziale 6,5–7,5. Bulwy należy wysadzać na przełomie kwietnia i maja lub nawet do lipca, ostrożnie układając je poziomo na głębokości 5–12 cm. W okresie wegetacji gloriozy wymagają temperatury od 22–32 °C w dzień i 15–20 °C w nocy, umiarkowanego podlewania oraz regularnego nawożenia nawozami suplementującymi potas i cynk. Rozwijający się pęd nadziemny powinien być prowadzony przy paliku do ok. 1 m wysokości, powyżej roślina powinna mieć podpory do wysokości ok. 2 m, do których mogłaby przyczepiać się wąsami. Gloriozy powinny być uprawiane na stanowiskach jasnych o umiarkowanej wilgotności powietrza. Przy bezpośrednim nasłonecznieniu kwiaty są lepiej wybarwione, jednak rośliny słabiej rosną. Przy wilgotności powietrza przekraczającej 70% gloriozy są atakowane przez choroby grzybowe. Rośliny lepiej wytrzymują suszę niż nadmierne przelewanie, które może prowadzić do ich śmierci. Po przekwitnięciu należy zaniechać podlewania roślin na około 6–8 tygodni. Bulwę można pozostawić w doniczce i przezimować w temperaturze 10–12 °C lub wydobyć i przechowywać w suchym piasku lub torfie w temperaturze 17 °C i wilgotności 70%. Glorioza wspaniała nie jest gatunkiem mrozoodpornym (strefy mrozoodporności 10–12).
Rozmnażanie
Gloriozy rozmnaża się z nasion lub przez podział bulw. Nasiona należy wysiewać pod koniec marca, w podłożu torfowym. W temperaturze 30 °C i jasnym miejscu kiełkują po około 8 dniach. W temperaturze ok. 20 °C kiełkowanie następuje po 60 dniach. W warunkach środkowoeuropejskich młode rośliny można wysadzać do ogrodu na okres letni w drugim roku ich życia. Duże, V-kształne bulwy należy dzielić na dwie tak, aby każda bulwa miała pąk szczytowy. Przełamane miejsca należy zdezynfekować posypując sproszkowanym węglem drzewnym. Rozmnażanie wegetatywne jest preferowane, ponieważ rośliny otrzymane z nasion są bardzo zmienne w stosunku do formy wyjściowej pod względem ubarwienia kwiatów i innych cech.
Szkodniki i choroby
Glorioza wspaniała jest atakowana przez grzyby z gatunku Cochliobolus lunatus, wywołujące zarazę liści, oraz z rodzaju Sclerotium i Fusarium, wywołujące zgniliznę bulw. Szkodnikami atakującymi te rośliny w warunkach szklarniowych są przede wszystkim wciornastki, poza tym mszyce.

## Obecność w kulturze i symbolice
Glorioza wspaniała została uznana za oficjalny kwiat Zambii, Zimbabwe i Tamilnadu.